# Serves-sur-Rhône
 Serves-sur-Rhône  es una población y comuna francesa, en la región de Ródano-Alpes, departamento de Drôme, en el distrito de Valence y cantón de Tain-l'Hermitage.

## Demografía
| 495 | 453 | 369 | 468 | 624 | 598 |
| Para los censos de 1962 a 1999 la población legal corresponde a la población sin duplicidades (Fuente: INSEE [Consultar]) |     |     |     |     |     |